# 山形屋
株式会社山形屋（やまかたや、英: YAMAKATAYA Co., Ltd.）は、鹿児島県鹿児島市に本社を置く日本の百貨店。南九州地域の鹿児島と宮崎の両県で4店舗を展開している。

## 概要
山形屋の創業は1751年（宝暦元年）、呉服店から百貨店への転換は明治時代中頃、近代的なデパート建築となったのは大正時代初期と日本の商業史においても古く、神戸市から西における百貨店第1号であり、地方百貨店の先駆け的存在である。鹿児島県最大の繁華街である天文館地区金生町に位置している。
会員になり1年間積み立てると特典が付く山形屋友の会「七草会」、山形屋グループ各店で使えポイントも貯まる年会費無料のクレジットカード「ヤマカタヤカード」なども用意されている。山形屋オンラインショップに加え、2011年（平成23年）9月10日から鹿児島市の全域を対象に山形屋ストアが運営している山形屋ネットスーパーにおいても、七草会買い物券や山形屋商品券が使用できる。
社是は、祖先の教えでもある「信用第一」「顧客本位」「あくまでも堅実に」。
かつて、伊勢丹と松屋を中心としたとした百貨店の共同仕入機構である全日本デパートメントストアーズ開発機構に加盟していた。
以前、1号館1階には山形屋バスセンターを併設していたが増改築により閉鎖された。山形屋内のバスセンターは鹿児島市内及び薩摩半島中南部を中心とした広域エリアからの集客に貢献していた。
山形屋2号館に隣接する土地にはイベント広場「天文館ベルク広場」が設けられており、2019年（令和元年）7月に実施された日本エアギター選手権の全国決勝大会をはじめ、様々な企業や団体による様々な催し物が開催されている。

## 店舗

### 直営店
株式会社山形屋によって運営されている店舗
- 山形屋（鹿児島市） - （日本百貨店協会加盟、A・D・O加盟）
- 川内山形屋（鹿児島県薩摩川内市） - 2024年7月までは株式会社川内山形屋
- きりしま国分山形屋（鹿児島県霧島市） - 2024年7月までは株式会社国分山形屋

### グループ企業運営店
- 宮崎山形屋（宮崎市） - 株式会社宮崎山形屋（日本百貨店協会加盟）
- 日南山形屋（宮崎県日南市） - 株式会社宮崎山形屋（2024年7月までは株式会社日南山形屋）
  - 4階建て、1階食料品売り場は山形屋ストアによる運営。2025年2月末をもって百貨店形式としての営業を終了、売り場を1階のみに縮小した上でギフトショップへ業態変更[9]。

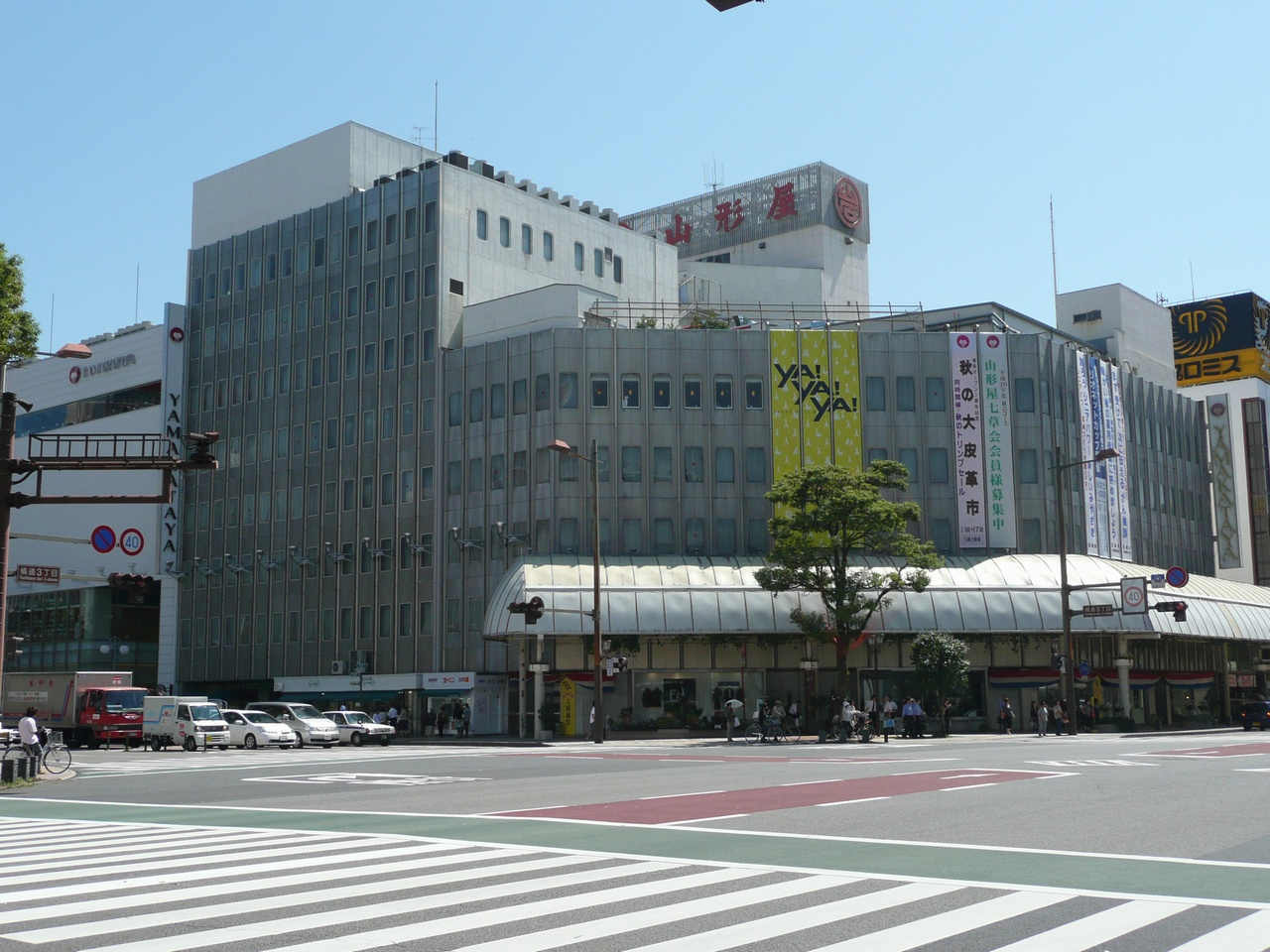
宮崎山形屋
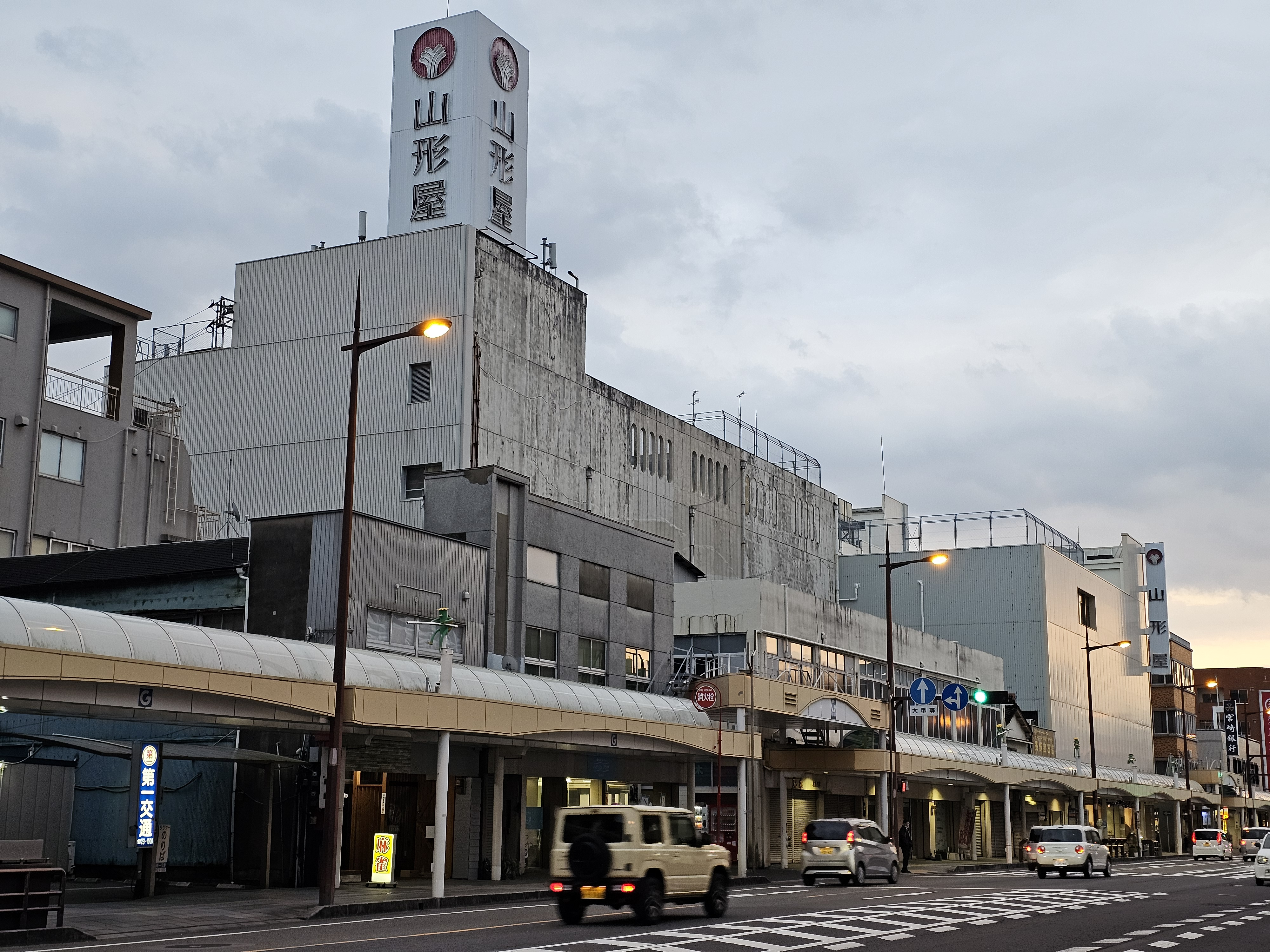
川内山形屋
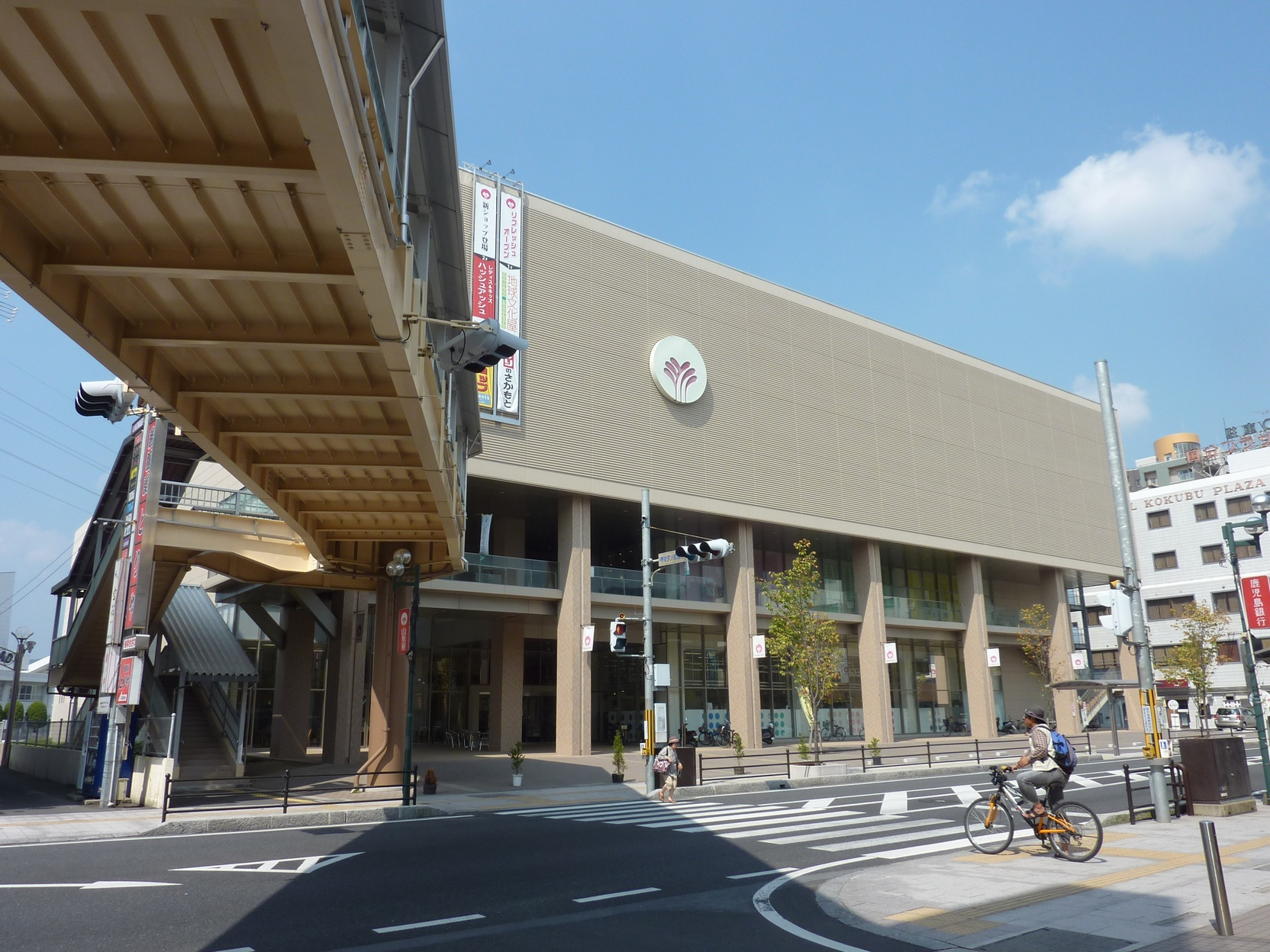
きりしま国分山形屋

かつて（2024年7月以前）は山形屋グループ百貨店はそれぞれ独立した企業として運営されており、厳密には「山形屋」とは株式会社山形屋が運営する鹿児島市の旗艦店のみを指していた。2024年8月の山形屋ホールディングス設立に伴う再編により、株式会社川内山形屋と株式会社国分山形屋は株式会社山形屋、株式会社日南山形屋は株式会社宮崎山形屋へそれぞれ吸収合併されている。
かつては、熊本県人吉市や沖縄県那覇市にもグループ百貨店が存在した。
山形屋グループは、南九州地域の鹿児島県と宮崎県において、上記のグループ百貨店をはじめ、スーパー部門子会社の山形屋ストア及びテナントも入っている山形屋ストアの大型店山形屋ショッピングプラザなどの企業を展開している。

## 鹿児島山形屋

### 店内
電車通りに面した1号館は1999年（平成11年）に昭和初期のルネサンス建築調の外観に復元され、夜間には美しくライトアップされる。建物内部も曲線をもつ柱や梁などが復元されており、1号館1階は高い天井とシャンデリア、柱には大理石の化粧貼りが施されている。
本店1号館の地階と川内山形屋1階では金生饅頭も販売されており名物となっている。
2号館6階にある多目的ホール「山形屋文化ホール」は、郷土文化の育成や支援を目的としてつくられ、イベントのほか著名人の作品展が行われる画廊など発表の場として様々な催しが開催され、複製版画やセル画などの展示販売会を複数回実施した漫画家の松本零士は、無料トークショーと購入者用サイン会も行った。
無料給茶機や個別空調を完備した休憩室も設けられている。屋上には遊園地の「山形屋ファミリーランド」が2015年（平成27年）1月8日まで存在した。
店内放送のチャイムとして「アルプスの牧場」が使用されている。1984年（昭和59年）には、作詞を福永ひろみ、作曲を小泉まさみが手掛け、松原みきが歌唱する山形屋のイメージソングが制作され、その後テレビやラジオのCMには、この曲の社名を歌う最後の歌唱以外はインストルメンタル版になっているバージョンが使用され続けている。

### 大食堂
今では珍しくなった大食堂が健在である。1916年（大正5年）10月6日に食堂と料理室が3階に設置され、1932年（昭和7年）9月30日に大食堂が4階に開店。同年11月1日、6階に洋食堂が開店。
1943年（昭和18年）7月1日に山形屋食堂株式会社が、1956年（昭和31年）11月に山形屋喫茶株式会社が設立され、1999年（平成11年）4月26日に株式会社ベルグとして合併し、山形屋本店、きりしま国分山形屋、川内山形屋、鹿児島空港で食堂レストランや喫茶店を運営。
1968年（昭和43年）8月から本店6階で営業している。他の百貨店では複数の専門店から構成されるレストラン街に移行したところが多いが、山形屋では大食堂が盛況を維持し、視察に来た他店の関係者が驚くという。

### 山形屋の焼きそば

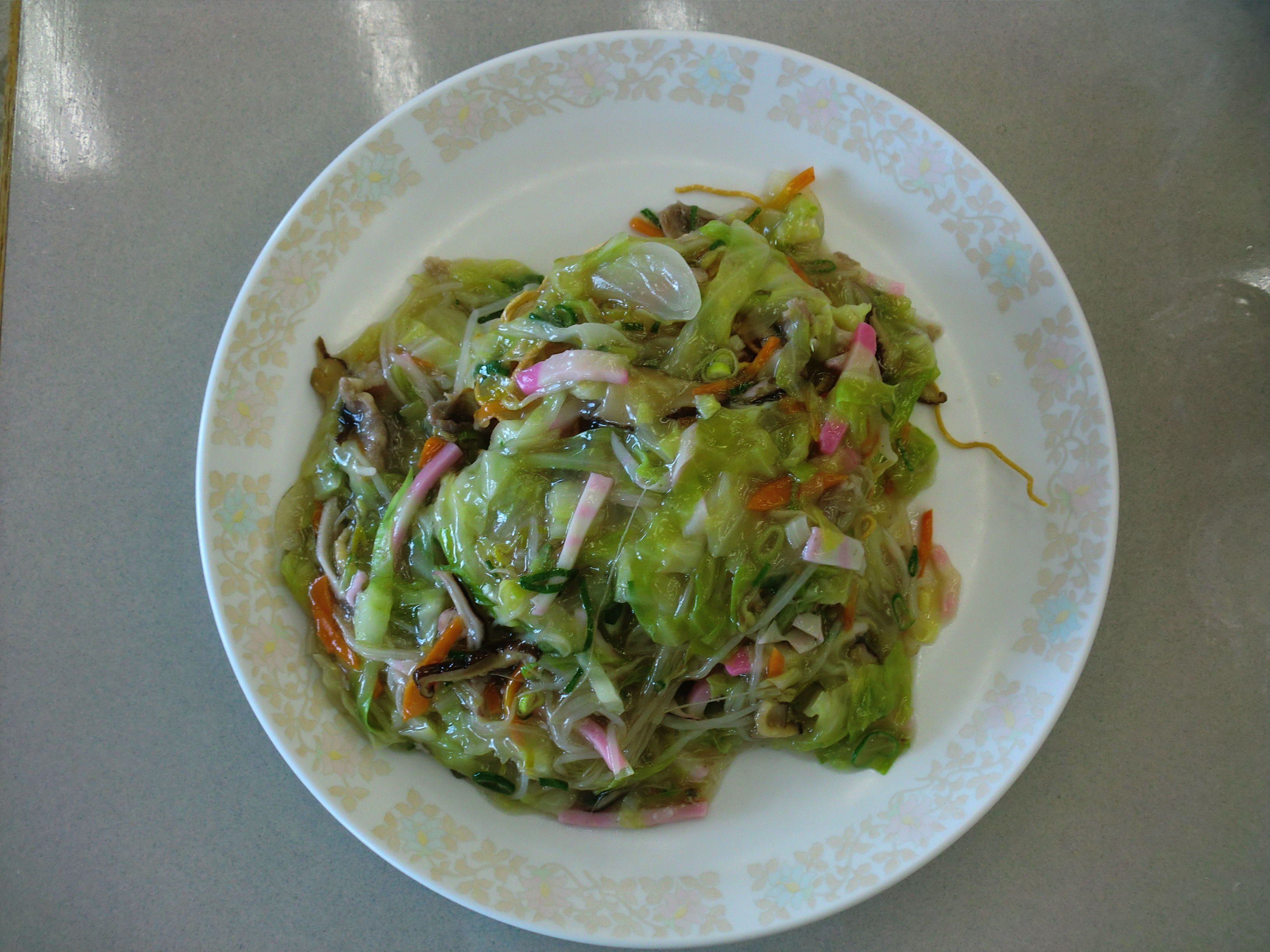
焼きそば

本店の大食堂を含む、鹿児島県における山形屋の名物は1958年（昭和33年）から出している「焼きそば」で、皿うどんのようなパリパリの揚げ太麺に、豚肉、イカ、蒲鉾、シイタケとキャベツ、ニンジン、モヤシ、タマネギ、ネギといった野菜たっぷりのあんかけで仕上げた料理。薄口と濃い口の醤油、酢、砂糖を合わせた特製の三杯酢も用意されており、振りかけると餡に程よい酸味がになじみ、さっぱりとした味わいとなる。「素材のうま味を引き出すことにこだわるその調理法は、当時から変わっていない。当初は、従業員がこぞって食べにいくようになったことで「いつも満席で食べられない」という苦情が客から殺到したため、代表取締役からは異例となる従業員入店禁止令が出された。
安価に設定されているものの、本店の大食堂では年間13万食が提供され、来店客の約4割が注文する。鹿児島県内における4店舗で提供され、合わせて年間23万食を売り上げる。鹿児島空港国内線2階では、売店の「エアポート山形屋1号店」と「エアポート山形屋2号店」、レストランの「山形屋食堂エアポート店」をエアポート山形屋が運営しているが、山形屋食堂エアポート店でも本店の看板メニューである「焼きそば」を本店と同価格で供している。
2021年（令和3年）4月1日からは、山形屋の弁当コーナーや山形屋ストアの総菜コーナーにおいても食堂で提供されているミニサイズと同等の量の「山形屋の焼きそば」を、持ち帰り用の総菜として販売している。

### 物産展

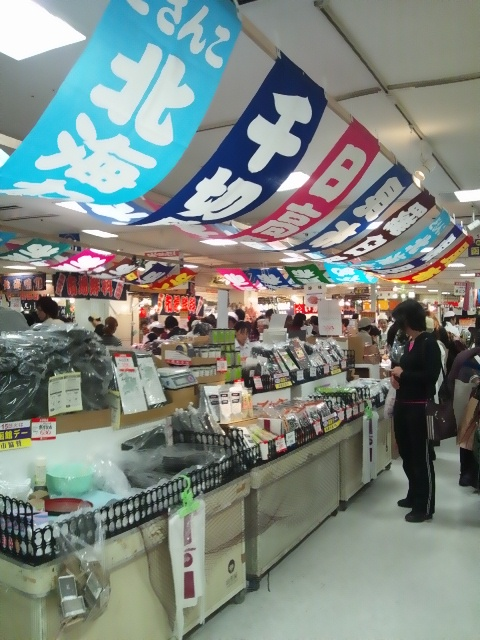
山形屋の北海道物産展。売上高は全国トップである

山形屋の北海道物産展「北海道の物産と観光展」は1964年（昭和39年）12月1日に第1回が開かれ、2023年（令和5年）で59回目を迎える鹿児島の秋の風物詩である。2022年（令和4年）時点において、北海道の物産振興会などが全国の百貨店で毎年開催している「北海道の物産と観光展」において売り上げ日本一を34回記録しており、売上額は2位の約2倍に上る。2012年（平成24年）の売上高は8億9700万円で、北海道が主催する物産展としては13年連続で日本一を記録。2018年（平成30年）には過去最高の約11億円を売り上げる。山形屋の北海道物産展では、同社のバイヤーが直接北海道入りし、仕入れ交渉や商品開発の運営まで担う特徴がある。商品の例としては、鹿児島向けに甘い醤油が使用されたいくらしょうゆ漬けや松前漬けが開発されている。
2013年（平成25年）の第50回「北海道の物産と観光展」では記念式典が開催され、北海道知事の高橋はるみから山形屋に感謝状が送られた。この第50回展では、通常は商業施設の催事などは取り上げることがないNHKも2013年（平成25年）11月18日の全国放送『情報まるごと』で生中継を実施した。担当したのは、当時NHK鹿児島放送局に勤務していた、山形県出身の大石真弘アナウンサーだった。2022年（令和4年）10月9日には、「北海道の物産と観光展」において山形屋が通算34回、売上高1位になっているとして、北海道知事の鈴木直道から社長の岩元修士へ感謝状が贈られた。
初夏には「初夏の北海道物産展」が実施されており、2024年（令和6年）で18回目を迎える。コロナ禍後の2023年（令和5年）に本店で開催された第17回では、物価高で価格が上昇した商品があったにもかかわらず、売上高が4億3350万円となり過去最高を更新。
北海道物産展などを含む物産展は、宮崎県を含む他の山形屋でも同様の時期に実施される。山形屋各店で物産展が開催される同様の時期には、「北海道うまいもの市」などと称し、その地域に関する食品が山形屋ストアや山形屋ショッピングプラザでも販売される。

### ショップリスト
- - ルイ・ヴィトン
  - コーチ
  - シャネル
  - Tiffany&Co.
  - ロレックス
  - ラルフ・ローレン
  - カルティエ
  - マイケル・コース
  - イヴ・サンローラン
  - ロクシタン
  - 資生堂
  - M•A•C
  - セオリー
  - ザ・ノース・フェイス
  - タケオキクチ
  - アニエスベー
  - フライングタイガーコペンハーゲン
  - エディオン
  - GODIVA

## 歴史

### 創業
創業者は、近江商人の血を受け継ぐ山形県庄内地方で生まれ育ち、ベニバナの取引を手始めに商いを開始しそれに呉服も加え、山形から上方に行商していた北前船商人の源衛門。源衛門は、薩摩藩主である島津重豪が、商業振興のため日本各地から商人を招いていること知った源衛門は、一家を挙げて薩摩藩への移住を決意。1751年（宝暦元年）、薩摩藩主の許可を得て今の鹿児島市金生町に鹿児島城下唯一の呉服店である山形屋を創業。呉服と古着の販売で礎を築く。
1822年（文政5年）2月21日から22日にかけ、鹿児島城下を襲った大火事で店が焼失。1877年（明治10年）、西南戦争で街の大部分が焼け店も焼失し木材も高騰するが、店を金生町に再建し商いを継続。
江戸時代から明治にかけての呉服店においては、客の注文を聞いた後に商品を出し、掛け値で売るのが一般的であったが、山形屋は明治の中頃からその方針を大転換し顧客のため、商品を店頭に並べることで自由に品物を見れ誰にでも同じ価格で販売する正札を、日本国内でも早い時期で導入。

### 百貨店開業
1912年（大正元年）に山形屋に先んじて「明治屋呉服店」というデパート風の商店が近くに開業。ルネサンス建築風の3階建ての壮観な建物を持ち、店員150人、年間売上200万円に上るなど、鹿児島随一の店舗とされていた。しかし、この頃、鹿児島市電の建設計画が進んでいた。その路線計画は、現行の電車通りより海側の当時の繁華街であった広馬場を通るものであった。広馬場周辺の商店主は、電車を通すために必要な道路拡幅で店舗用地を削られることを嫌って反対し、計画は難航していた。そこで当時の山形屋の当主であった岩元信兵衛は早速電車会社に対して用地提供を申し出、そのために必要な店舗建物の撤去費用も自分で負担するとした。電車会社としても、広馬場周辺の商店主としてもこれに異論はなく、こうして電車通りに路面電車が通ることになった。
折から山形屋は本格的な百貨店へと新築工事を進めていたが、本来の計画では西側に正面を向けることになっていた。しかし、東側の通りが電車通りとなったことから設計が変更され、電車通りに正面を向けて華やかなショーウィンドウを備えた建物となった。路面電車の運行によって人の流れが変わり、従来の繁華街広馬場から山形屋のある金生町周辺がメインストリートへと変貌した。この流れに抗することができず、後に明治屋も1931年（昭和6年）に電車通り沿いの高見馬場へと移転することになったが、結局第二次世界大戦時の鹿児島大空襲により焼失してそのまま閉店した。
山形屋の百貨店としての最初の建物は1916年（大正5年）10月6日に開業。当時の経営者である岩元信兵衛は友人から「（第一次世界大戦中で世界的に船舶不足だから）船を作って海運業をしたほうが儲かる」と助言されるも「船に金をかけたほうが儲かることは知っているが、私は堅実地道に郷里の、社会のためになるデパート建設に投資する」と返答。建物は斎藤久孝によって設計され、地下1階、地上3階からなる鉄筋コンクリート構造の建物で、その上に屋上ドームがあった。「関西以西随一」と称えられ、当時は時代の最先端技術であったがゆえに研究し安全であることを確認したうえでアメリカから輸入したエレベーターも備えていた。外装はルネサンス建築洋式で、総工費は38万9000円。日本国内における百貨店としては3番目に造られ、神戸市から西における百貨店としては1番目に造られた。
日用品、帽子、化粧品なども扱い、1階には創業以来初めて採用された女性店員が、かいがいしく働く姿が評判となり、第七高等学校造士館に通う学生たちの憧れの的となる。第七高等学校の学生らは、山形屋のことをドイツ語で「山」を意味する「ベルク（Berg）」と呼び、「ベルクへ行こう」と連れ立ち女性店員を眺めつつ、3階の食堂に行くのが定番となった。1917年（大正6年）6月15日、株式会社山形屋呉服店となる。
1927年（昭和2年）の昭和金融恐慌時には破格売出を行ったほか、他の商店等において支払が遅延する中、掻き集めた売上金を鹿児島から大阪まで列車輸送し、問屋に通常決済を行ったことなどにより、鹿児島県内の顧客のみならず全国の問屋から信用を勝ち取った。
1932年（昭和7年）に地下1階、地上7階の新館が竣工し、地下に喫茶室、4階には大食堂、5階から7階にかけ演舞場を設置。斎藤久孝の弟子の大森茂の設計による近世復興式の建物で、総工費は98万円だった。

### 戦中
1941年（昭和16年）の太平洋戦争開始に伴い、売り場の繊維や雑貨類は軍刀や大工道具へと代わり、男性社員は一斉に戦地へ駆り出される。
1944年（昭和19年）には、国からの戦争への協力要請により4階が魚雷の舵を作る工場となる。
空襲の際には、店のシャッター前に避難していた近所の住人たちを、従業員が「地下室に入りなさい」と案内し中へ入れた。鹿児島市内で約2300人が死亡し市街地の4割が焼失した1945年（昭和20年）6月17日の鹿児島大空襲では、山形屋も建物の形状のみ残し全焼。

### 戦後
同年8月15日に終戦した数日後、伊佐郡山野町に疎開していた山形屋本部において、幹部会議を開催し、当時の社長である岩元修一は「われわれの本業はデパートだ。戦争が終わった以上、ぐずぐずしている必要はない。一刻も早く、鹿児島へ帰って店を開こう」と発言。焼け跡の片付けを社員が進め、早く商いを再開し地域の人々に食べ物や着る物などを届けなければならないと同年9月17日に営業を再開し、全焼した店舗の1階に木の台を並べ焼け跡から掘り出したやけど用の薬や文房具などを販売。「山形屋が商売を再開するなら、もう世の中も安全なのだろう」と市民は話し平和を実感。物資が無いため採算度外視で生活必需品を作ることとし、焼けたミシンを本社の3階で修理したうえで農村から社員が手分けして集めた古着から服を製造し、その過程で出る切れ端からも下駄の緒や帽子を作り販売。
1936年（昭和11年）12月15日、株式会社宮崎山形屋も設立。本店は「1年1フロア」を目指し、各階を使えるよう補修と改修を1階1階行った結果、1946年（昭和21年）から8年かけて完全に復興した。
1954年（昭和29年）7月にバスセンターを設置した。1955年（昭和30年）には4階と5階を増築したが、それにともなって山形屋のシンボルであった屋上ドームが姿を消すことになった。1963年（昭和38年）に大幅な増改築を行い、従来のルネサンス建築洋式の外装を一新、現代的な外観へと変貌した。総工費は5億2000万円だった。1968年に再び拡張を行い、それまで4階までだった売り場を5階まで伸ばし、バスセンターの上に5階から7階を増築した。
1958年（昭和33年）11月25日、株式会社川内山形屋を設立。1960年（昭和35年）7月18日、株式会社日南山形屋を設立。1963年（昭和38年）2月8日、株式会社国分山形屋を設立。
盛況の北海道物産展、クリスマス前に親子で賑わうおもちゃ売り場など高度経済成長等を背景に業績を伸ばし続けた山形屋の建物は増改築を繰り返し、1963年（昭和38年）11月16の増改築に伴い、同年から2015年（平成27年）まで屋上遊園地が開設。
1964年（昭和39年）11月4日、鹿児島空港の売店や食堂を運営する株式会社エアポート山形屋を設立。1969年（昭和44年）4月1日、株式会社山形屋ストアを設立。1973年（昭和48年）3月13日、株式会社山形屋友の会を設立。1986年（昭和61年）4月15日、本店の雑貨店Whatを運営する株式会社トウェンティ・ワンを設立。同年（昭和61年）10月27日、宮崎山形屋食堂株式会社を設立。他にも、様々なグループ会社が設立される。
1998年（平成10年）には外装を改修し、かつてのルネサンス建築式に復元され戦前の山形屋の象徴だった屋上ドームも復活した。
2004年（平成16年）、有名ブランドのルイ・ヴィトンを南九州では初めて誘致。2007年（平成19年）、他の商業施設との差別化を図るためロレックスや「カルティエなど高級ブランド腕時計の取り扱いを増やす。バスセンター跡地を改装した売り場にはルイ・ヴィトンをはじめロレックス、マイケル・コースなどの高級ブランド店が開店し、1階には他にもティファニーなどが開店。
南九州ファミリーマートは鹿児島県と宮崎県のファミリーマート各店において、2003年（平成15年）夏から「山形屋ギフト」の取り扱いを開始し、お中元、お歳暮を展開しているほか、2013年（平成25年）12月3日からはコラボ商品として「山形屋の焼きそば」を期間限定で販売しており、2014年（平成26年）3月11日、2015年（平成27年）3月10日、2018年（平成30年）2月6日、2020年（令和2年）2月4日にも同様に期間限定で販売している。

ちなみに天文館地区の百貨店では、1936年（昭和11年）にはタカプラの前身である大見高島屋が、1961年（昭和36年）にはマルヤガーデンズの前身である丸屋デパートが、1984年（昭和59年）には丸屋デパートと資本提携した鹿児島三越が開業し、かつて山形屋としのぎを削ったほか、2007年（平成19年）9月には三越鹿児島店と山形屋が初めて合同イベントを開催し、両店の案内係がお互いの店舗に並び客を迎えている。

### 増床計画
2007年（平成19年）8月、都市間競争や郊外大型商業施設への対抗策として、増床計画の概要が発表された。その後、2008年（平成20年）のリーマン・ショック以降の消費不況の長期化から、計画は無期限延期となっているが、事務所やエネルギー設備が入る新3号館は2009年（平成21年）11月に完成し、新2号館の建設用地は暫定的にイベント広場「天文館ベルク広場」として地域に開放されている。
以下、当初計画の概要を記す。
- 2008年（平成20年）3月着工、2011年（平成23年）春に完工予定。投資額は100億円。
- 3号館を新2号館として建て替え、売場面積を16000m2増やす。
- 2号館と新2号館を地下と3階から5階のフロアで一体化し、間を通る市道を廃止して山形屋所有とする[注釈 21]。
- 新2号館は地下1階地上7階で、延床面積40000m、売場面積27000m。約500m2のイベント広場を設ける。
- 新2号館北側に地下1階地上6階、延床面積4000m2の5号館を新築。3号館内の事務所やエネルギー設備、新2号館地下の物流センターの出入口を設ける。
- 完工後の全館の延床面積は77000m。

### グループ百貨店の再編強化
2006年（平成18年）6月、国分山形屋を「きりしま国分山形屋」として新築移転した。同店は鹿児島県内初出店のテナント誘致に成功し、また鹿児島県内百貨店として初めて電子マネーであるEdyカードの利用が可能となった。
また、2006年（平成18年）9月には宮崎山形屋がイオン宮崎ショッピングセンターへの対抗策として新館を増床し、2007年（平成19年）3月末に全館リニューアルを完了した。
2020年（令和2年）からのコロナ禍には、長期休業、営業時間の短縮、催事の中止を余儀なくされ、外出自粛も長引いた影響で来店客数と売上高も大幅に減り、赤字額が膨らむ。2023年（令和5年）12月28日、山形屋は事業再生ADRを申請し鹿児島銀行の支援を受け経営再建に乗り出す。2024年（令和6年）5月17日の定例記者会見で鹿児島県知事の塩田康一は「物産展を開催するなど、できることはやりたい」と述べ、鹿児島県として支援していく考えを示す。同年5月28日、山形屋が提案した再生計画案は17金融機関全会一致で合意した。まず6月24日に同社の持株会社山形屋ホールディングスを設立。

## 備考
「ふるさとのデパート」というキャッチコピーで長年にわたり親しまれてきた。また山形屋の上品さを持つ包装紙や紙袋のブランド力は絶大で、山形屋の包装紙地元に包まれた商品を受け取ると山形屋の包装紙だけはテープを丁寧にはがし、大事に包装紙を取っておくという習慣もみられた。鹿児島には絶大なブランド力を持つ山形屋を脅かす競合店が存在せず、また北部九州地域との交流も限定的であったため、文字通り「一人勝ち」の状況が続いてきた。売上高のピークは1997年（平成9年）の約680億円。
しかし、人口減少、日本のデフレーション、新幹線や高速道路などの高速交通網の整備や、大規模小売店舗立地法の施行に伴う郊外大型商業施設の増加などの影響もあり、バブル崩壊後の1990年代後半から売上高は減少傾向にある。
こうした状況の中、山形屋も業績を拡大するべく、2004年（平成16年）の九州新幹線の部分開業以前には「ジェイアール九州山形屋（仮称）」として、鹿児島中央駅ビルへの出店を計画していたが、百貨店形態の先行きや経済情勢等から断念した。
2009年（平成21年）5月6日には、近隣の百貨店である三越鹿児島店が閉店に追い込まれ、インターネット通販が普及するなど経営環境は変化。鹿児島中央駅ビルのアミュプラザ鹿児島や、鹿児島市南部のイオン鹿児島ショッピングセンター、宇宿地区の相次ぐ大型商業施設の出現、与次郎地区の大型商業モールの建設など郊外大型商業施設の相次ぐ開業に対抗するため、「We Love 天文館協議会」への参画や各種イベントの開催などにより、中心市街地の繁華街である天文館地区における協力調和と地域活性化を図る姿勢を明確にしている。

### 不祥事
2007年（平成19年）3月から8月の間、通信販売で「地鶏」と表示した商品を260人に販売したが、地鶏ではなくブロイラーを使用していた事が判明した。原因は「担当者の入力ミス」とされた。
同年10月25日、当時の宮崎県知事・東国原英夫は「この時期に『単純なミスだった』という説明で済むのか?」と疑問を呈したうえで、「今後、このような事がないようにしてほしい」と述べた。なお、商品には東国原知事をデフォルメしたキャラクターのイラストが使用されており、このイラストの扱いについても検討すると述べた。

## サテライトショップ・外商出張所

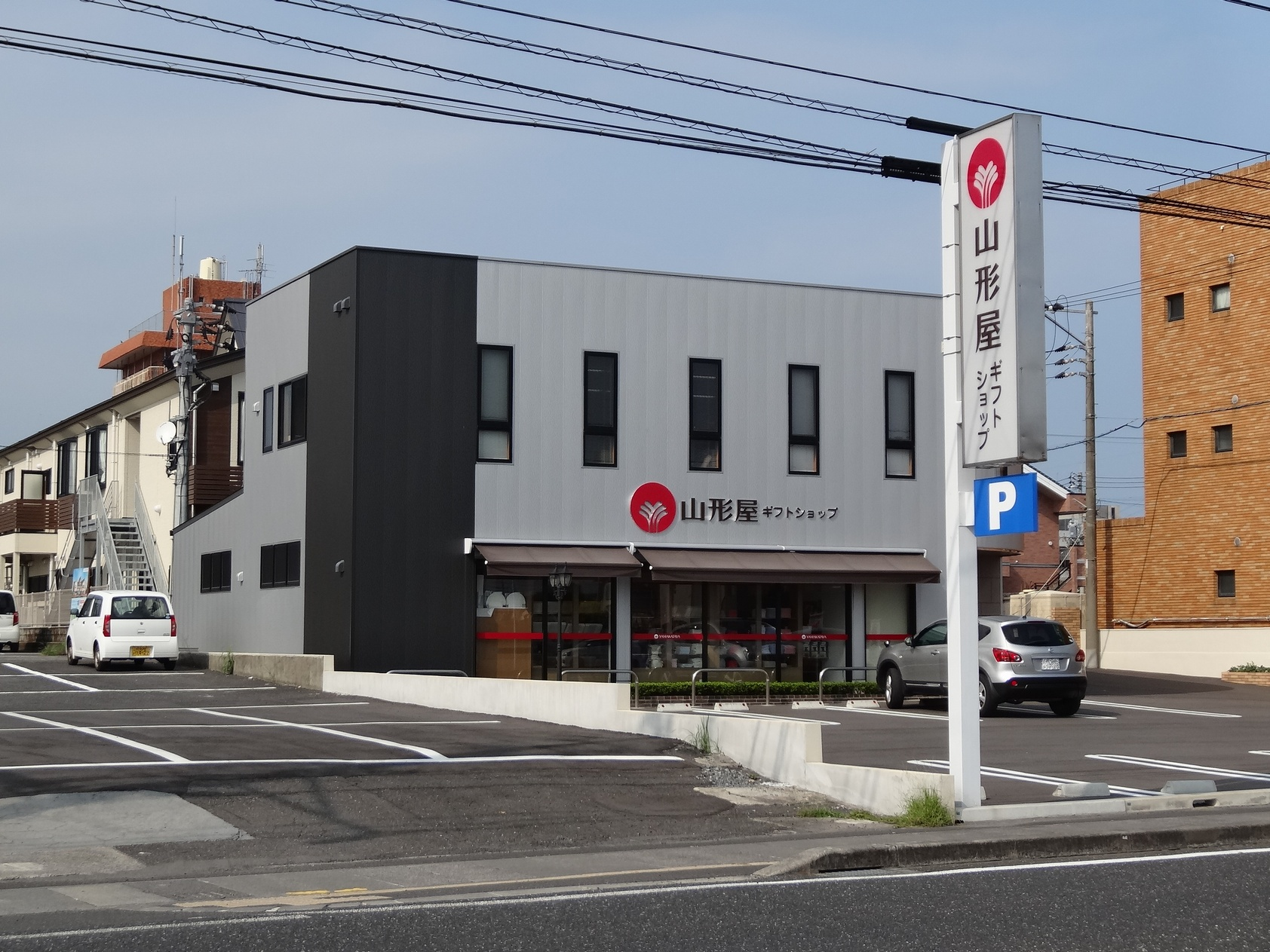
山形屋のギフトショップ（鹿屋市）

- 外商出張所（鹿屋、都城、大口、出水、川内、国分、姶良、谷山、加世田、枕崎、大島）

霧島地区にはきりしま国分山形屋、北薩地区には川内山形屋があるが、外商は山形屋直轄。
- サテライトショップ谷山
- サテライトショップ姶良 - 姶良市西宮島町、国道10号沿い。1995年11月に開店、2025年3月30日閉店予定[9]。
- 東京事務所: 台東区上野

## 主な関連会社
- 山形屋商事株式会社
- 株式会社山形屋友の会
- 株式会社山形屋物流サービス
- 山形屋産業開発株式会社
- 株式会社山形屋情報システム
- 株式会社山形屋工作所
- 株式会社ベルグ[注釈 27]
- 株式会社クーダイニング
- 丸岩電機株式会社
- 丸岩工業株式会社
- 南菱冷熱工業株式会社
- 宮崎南菱冷熱株式会社
- マルイワテクノ株式会社

## 合弁事業
鹿児島ウォーターフロント株式会社
2004年（平成16年）3月に設立され、かつてドルフィンポートを運営していた、山形屋や地元財界を中心とした共同出資会社。

## スポーツ
山形屋ラグビー部
トップキュウシュウBに所属するラグビー部。

## 関連ラジオ番組
希望のリボン
南日本放送のラジオ番組で、毎日午前7時30分からの10分間。開局当初からの長寿帯番組で、開始当初から山形屋の一社提供である。
山形屋DAYパートナー
エフエム鹿児島のラジオ番組で、毎日午前10時前の5–10分間。こちらも開局当初からある一社提供長寿帯番組だが、冠スポンサーとなっていることが前項と異なる。しかし2025年5月31日終了。同じく開局から放送していた鹿児島シティエフエムの山形屋ハートフルライフも同日終了。何れもエンディングでは山形屋開店の鐘を流していた。

## アクセス
- 鹿児島市電「朝日通」電停より徒歩約1分
- 鹿児島市営バス、鹿児島交通、南国交通、JR九州バス「金生町」バス停下車すぐ

### 山形屋バスセンター

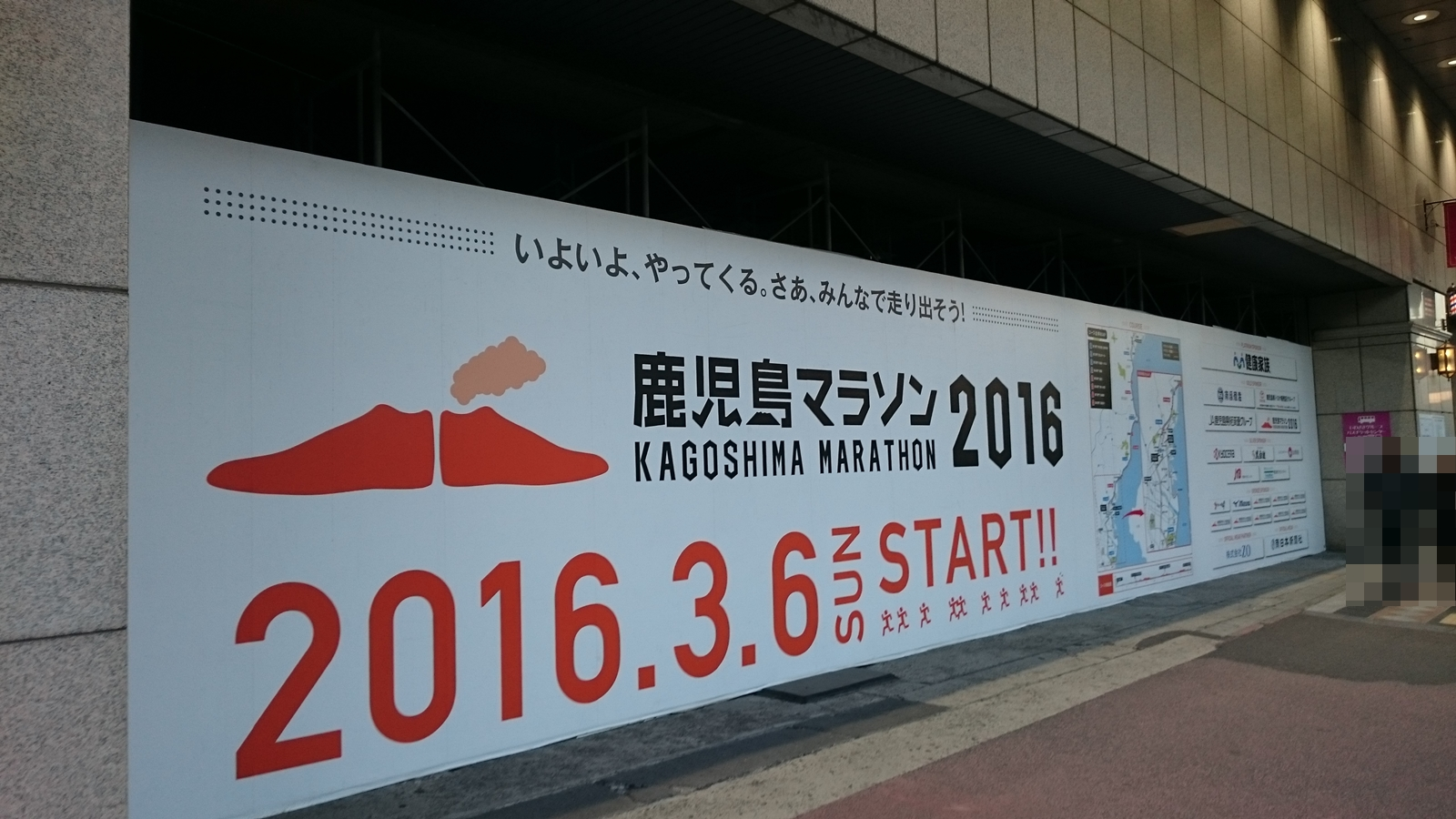
閉鎖後の山形屋バスセンター・入口部分（2016年1月31日撮影）

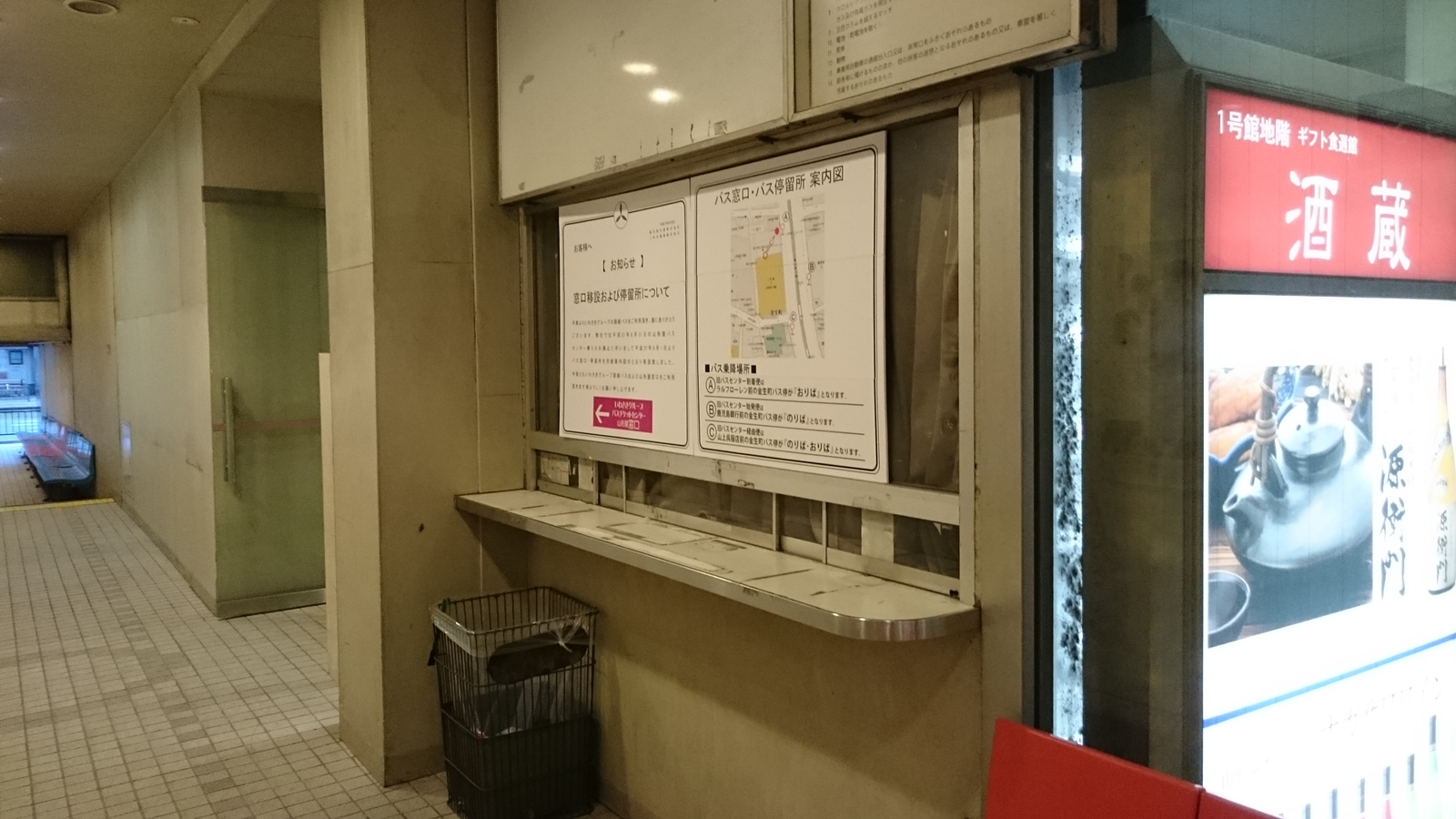
閉鎖後の山形屋バスセンター・旧窓口（2016年1月31日撮影）

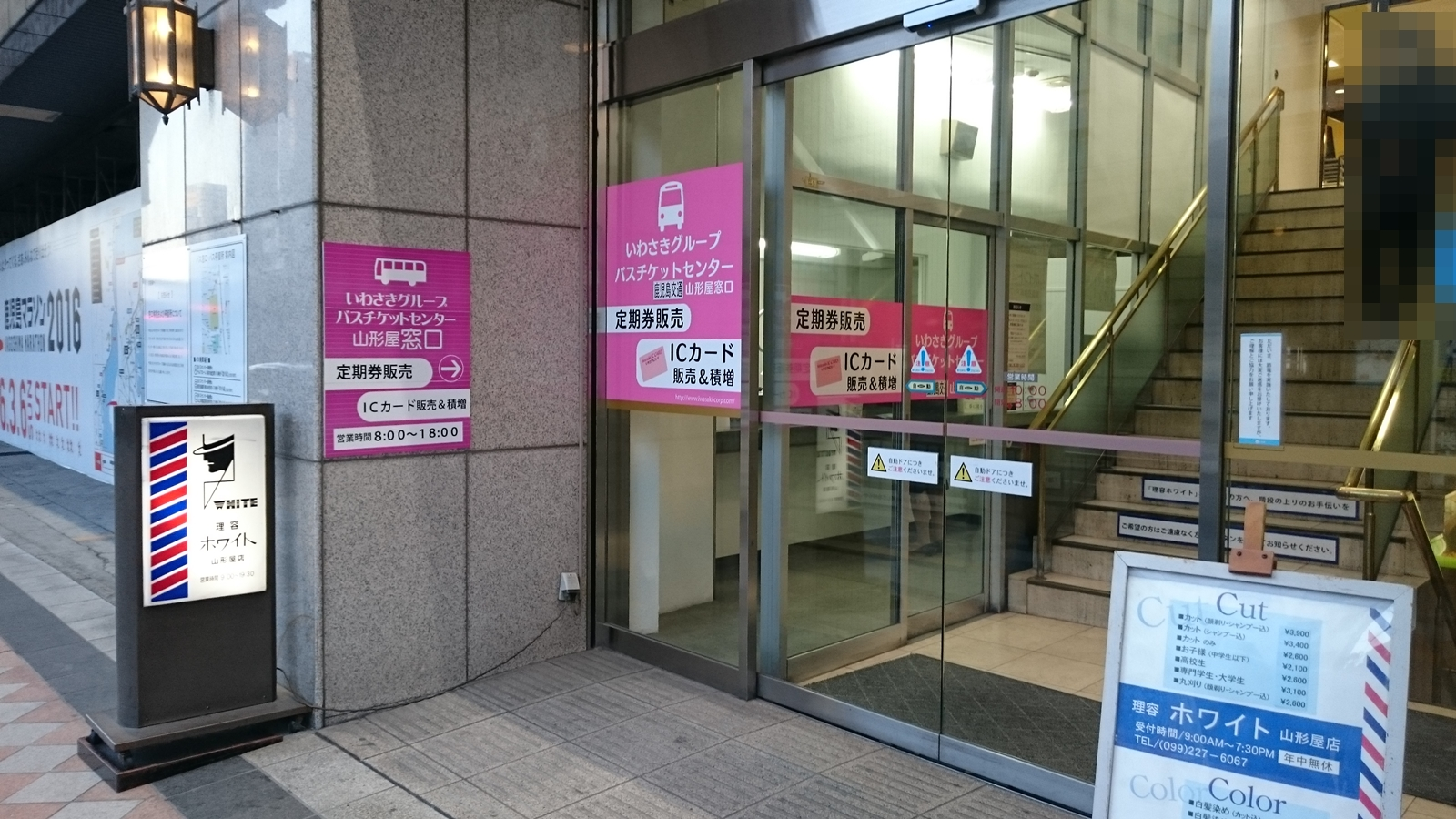
いわさきグループ バスチケットセンター 山形屋窓口（2016年1月31日撮影）

1954年（昭和29年）7月から2015年（平成23年）8月31日まで、1号館1階に設けられていた鹿児島交通、三州自動車の21路線が乗り入れするバスターミナルで、開設された当初は屋根が無かったものの、1963年（昭和38年）の1号館の増改築で屋根付きで3本のホームを有するターミナルとなった。計算上は各ホーム3台ずつで最大9台のバスが入線出来る広さであるが、ターミナルの構造上、スーパーハイデッカーなど車高の高いバスは入線できなかった。
なお、いわさきグループが運行に関わっていた九州ならびに本州方面の都市間バスは当初より当バスセンターには乗り入れていない。
閉鎖翌日の2015年（平成27年）9月1日からは山形屋バスセンターに代わり、既存の金生町バス停での運行を開始。
1番乗り場は市内線・薩摩半島方面の路線の始発便、2番乗り場は同路線の終着便、3番乗り場は国道10号・大隅半島方面の路線が使用、1番線乗り場の向かいに当バスセンターの案内放送が出来る案内所があり、地下および1階の売場と連絡していた。

### かつてのバスセンター乗り場
閉鎖までの間、以下の路線が始発便として運行されていた。それ以外は金生町バス停を利用。
- 5番線（七ツ島線）：七ツ島一丁目（天文館、谷山電停、交通安全センター経由、1便のみ谷山港経由）
- 6番線（慈眼寺団地線）：慈眼寺団地（天文館、郡元、谷山駅経由、1便のみ生協病院経由）
- 7番線（慈眼寺団地線）：国際大学、慈眼寺団地（天文館、郡元、谷山電停経由）
- 8番線（中山団地線）：中山団地中央、ふれあいスポーツランド（天文館、竹ノ迫、希望ヶ丘、中山団地経由）
- 14番線（大学病院線）：大学病院（天文館、郡元、脇田経由）
- 16番線（鴨池港線）：県庁、鴨池港（大門口、交通局前経由）
- 71番線（伊集院線）：伊集院（天文館、中草牟田、下伊敷、犬迫経由）
- 72番線（塚田線）：塚田（天文館、中草牟田、下伊敷、犬迫経由）
- 指宿線：指宿、山川桟橋（中央駅、谷山電停、平川、喜入経由）
- 枕崎線（特急）：川辺、枕崎（中央駅、谷山電停経由）
- 枕崎線（普通）：川辺高校、枕崎（中央駅、谷山電停経由）
- 加世田線（準急）：伊作、加世田（中央駅、谷山電停経由、谷山電停より普通）
- 加世田線（スーパー特急）：加世田（中央駅、南薩横断道路経由）
- 加世田線（普通）：伊作（大門口、谷山電停経由）
- 加世田線（普通）：大坂、加世田（大門口、谷山電停、白川経由）
- 知覧線：知覧（特攻観音入口）（中央駅、谷山電停、平川経由）
- 知覧線：知覧（特攻観音入口）（大門口、谷山電停、平川経由）
- 大隅線：志布志（仙巌園、加治木団地、検校橋、牧之原、岩川経由、牧之原から急行）
- 大隅線：牧之原（仙巌園、加治木団地、検校橋経由）

閉鎖後も連絡通路のみ引き続き使用できたが、2016年（平成28年）5月以降は耐震補強工事に伴い使用できなくなっている。
2016年（平成28年）10月14日に売り場として増床し、リニューアルオープンしている。